# Stichorkis
Stichorkis es un género  de orquídeas, de la tribu Malaxideae de la subfamilia (Epidendroideae). Comprende 77 especies descritas y de estas, solo 71 aceptadas. Es originaria de los trópicos de Asia y Oceanía.

## Taxonomía
El género fue descrito por  Louis Marie Aubert Du Petit-Thouars  y publicado en Nouveau Bulletin des Sciences, publié par la Société Philomatique de Paris 1: 318. 1809.

## Algunas especies aceptadas
A continuación se brinda un listado de las especies del género Stichorkis aceptadas hasta marzo de 2013, ordenadas alfabéticamente. Para cada una se indica el nombre binomial seguido del autor, abreviado según las convenciones y usos.
- Stichorkis acaulis (Schltr.) Marg., Szlach. & Kulak
- Stichorkis aptenodytes (J.J.Sm.) Marg., Szlach. & Kulak
- Stichorkis aurantiorbiculata (J.J.Wood & A.L.Lamb) Marg., Szlach. & Kulak
- Stichorkis balansae (Gagnep.) Marg., Szlach. & Kulak
- Stichorkis beccarii (Ridl.) Marg., Szlach. & Kulak
- Stichorkis bicolor (J.J.Sm.) Marg., Szlach. & Kulak